# 楊以任
楊以任（1600年—1634年），字惟節，號澹餘，江西赣州府瑞金县人。明朝末年政治人物。

## 生平
萬曆四十六年（1618年）戊午科江西乡试舉人，崇祯四年（1631年）辛未科进士。兵部观政，改授應天府儒學教授，六年任福建乡试同考官，升南京国子监博士，卒于官，年仅三十五。著有《讀史四集》、《非非室集》、《名臣言行录》、《京学志》、《皇明奏疏》。